# Consejo Nacional de Turkmenistán
El Consejo Nacional de Turkmenistán (en turcomano: Milli Geňeş) fue el parlamento legislativo nacional bicameral de Turkmenistán. La cámara alta es el Consejo Popular (en turcomano: Halk Maslahaty) y la cámara baja es la Asamblea (en turcomano: Mejlis). El Consejo Nacional fue creado en marzo de 2021 luego de la elección de los miembros de la cámara alta, que a su vez siguió a una enmienda constitucional a fines de 2020.
En enero de 2023, ambas cámaras del parlamento propusieron abolir el Consejo Popular como órgano legislativo, reformarlo como un organismo independiente y depositar toda la autoridad legislativa en un Mejlis unicameral. En consecuencia, el Consejo Nacional fue abolido por voto unánime de sus miembros en una sesión conjunta del Consejo Popular y la Asamblea el 21 de enero de 2023.